# 関谷真由
関谷 真由（せきや まゆ、1995年7月31日 - ）は、日本の女優、タレント、ポップシンガーであり、アイドルグループ・風男塾のメンバー（柚希 関汰名義）、アイドリング!!!の元メンバー。神奈川県横浜市出身。ケイダッシュステージ所属。

## 略歴

### エイベックス期（2013年 - 2017年夏）
エイベックス・アーティストアカデミー（エイベックス・プランニング&デベロップメント）東京校に入校し、わずか3か月で学内オーディションを通過して特待生として所属する。
2013年 アイドリング!!!加入
2月、ミニ番組『全力坂』でテレビ初出演。
7月、エイベックス主催ライブイベント「Next Star Stage」に出演する。女性アイドルグループ・アイドリング!!!メンバーに選出され、32号として加入する。
8月、自身を含む5人の新メンバーは、アイドリングNEOとして活動するとアナウンスされる。8月31日、アイドリングNEOのデビュー曲「mero mero」で、アイドリングNEOとしてライブデビュー。
11月、初のレギュラー番組『NEO殿talk night』に出演。
12月、冠番組『真由毛の間にミケんnight!?』を開始。
2014年
3月、冠番組『関谷真由の全身全霊でおもてなし！』を開始。
6月、YouTubeにて「関谷真由チャンネル」を開設。
7月、活動中のアイドリングNEOが「NEO fromアイドリング!!!」と改名。
2015年 アイドリング!!!卒業
2月、初出演の映画『ユルネバ〜キミは一人じゃない〜』が上映。ライブイベント『コラソンフェス2015』に出演。以降、同イベントに複数参加。
4月、NEO fromアイドリング!!!のリーダーに就任。劇団コラソン『ドツボ』で初舞台。
6月、初主演舞台『REBORN』が上演。ライムベリーのメンバー・MIRIとデュオユニット・2Dを結成し、ライブイベント『コラソンフェス2015 Vol.5』でライブデビュー、アイドリング!!!の同僚だった遠藤舞・Booing!!!（橘ゆりか・倉田瑠夏）らと共演。
10月、主演舞台『ハローウィン』が上演。
10月31日、NEO fromアイドリング!!!の活動が終了し、2年以上在籍したアイドリング!!!を卒業。
11月、女性アイドルグループ・Prizmmy☆主催ライブ『〜DigitaReal Party!!!!〜』に出演。28日、よゐこ濱口主宰『はまぐちコントサークル』に出演。その濱口が発起人となり、アイドリング!!!OG主体による女性アイドル集団「メンテナンス」が発足、メンバー6号として参加する。
12月、出演舞台『ホテル・プラチナアイランド』が上演。定期アイドルイベント『音楽女子倶楽部』にレギュラー出演し、アイドリング!!!の同僚だった古橋舞悠とガールズデュオ「W・Mayu」名義で活動開始。劇団コラソンの年間表彰式に出席し、2015年度 MVPを獲得。
2016年
1月、W・Mayu名義の冠番組『セッさんフルさんの今夜もすべらNight』を開始。
2月、コラソンフェススペシャルライブ『SUNDAYS』に、2D名義で参加。任天堂Wii U専用RPG『幻影異聞録♯FE』のキャラクターソング収録に参加した、ボーカルコレクションCDが発売。朗読歌唱劇『あの日、たしかに私たちは「アイドル」だった。＜2016＞』に出演。
3月、出演舞台『がんばりましょう -朝日、劇団やめるってよ2-』が上演。Re:ガールズ主催ライブ『Re:フェスタ Vol.3』に出演。
4月、NEO fromアイドリング!!!時代のプロデューサー・伊秩弘将が主催するライブ『IJICHI’s Living Door』に、W・Mayu名義で継続して参加。
6月、出演舞台『ミエタミエナイセカイ』、『花からの手紙』が上演。
8月、ミュージカル『フライングパイレーツ〜ネバーランド漂流記』に出演。「どる☆NEO」名義で大型アイドルイベント『TOKYO IDOL FESTIVAL 2016』に参加。ロングラン舞台『恋の遠心力』にレギュラー主演開始。フジテレビ主催『お台場みんなの夢大陸』の企画にて、W・Mayu名義の単独ライブを実施。
10月、ヒロイン役出演舞台『グロウアップ』が上演。
11月、出演舞台『DADDY WHO?』が上演。
12月、出演舞台『東京のぺいん』が上演。
2017年
1月、出演舞台『Key Word』が上演。
2月、出演舞台『ファントム・ビー』が上演。
3月、人気コミックス舞台版『サイレントメビウス』に出演。
4月、所属事務所エイベックス・プランニング&デベロップメントがエイベックス・マネジメントに統合。レギュラー出演舞台『恋の遠心力』にて、W・Mayuの同僚の古橋舞悠と共演。
5月、出演舞台『ソウサイノチチル』が上演。W・Mayuが「BESTIEM｣（）と改名し、正式デビューを公表。伊秩弘将主催ライブにて、同氏提供の新曲を初お披露目。
6月、出演舞台『死がらみドメスティック』が上演。
8月、BESTIEMがアルバムデビュー。
9月、出演舞台『OZMAFIA!!』が上演。アイドリング!!!の元同僚・酒井瞳の主演舞台『Who are you?』にゲスト出演。また、出演中の主演舞台『恋の遠心力』が上演100回を迎える。アイドリング!!!OGが集結した次世代への新番組『アイドルING!!!』に参加。

### アワーソングスクリエイティブ期（2017年秋 - 2020年）
10月、芸能事務所アワーソングスクリエイティブに移籍。
11月、主演舞台『スーパーマンガ大戦-Alternative-』が上演され、初の座長を務める。漫画家・にわのまこと画業30周年イベントに出席し、プロレス現場に初参加。
12月、出演舞台『雷ケ丘に雪が降る』が上演。
2018年
2月、出演舞台『BADASS PSY-KICKS!』が上演。
7月、出演舞台『Mad Journey』が上演。
9月、出演舞台『四天王〜エレメンタルフィクサー〜』が上演。
12月、出演舞台『ら・ら・ら・ららんど〜天使っぽい君にラブソングを〜』が上演。
2019年
1月、つかこうへい作品舞台『熱海殺人事件 〜水野朋子物語〜』にて主演。
2月、キャラ研（バンダイナムコグループ）運営の児童育成支援組織「ジャッキーキャラバン」の活動スタッフに選出。
3月、松多壱岱演出舞台『月に吠えろ、夜ヲ焦ガセ君ヨ』に出演。
4月、ラジオ番組『吉田照美の森羅万SHOW』および『劇団サンバカーニバル』にレギュラー出演開始。
6月、松澤くれは演出舞台『トルツメの蜃気楼』にて主演。
8月、『TOKYO IDOL FESTIVAL 2019』の10周年企画としてアイドリング!!!およびNEO fromアイドリング!!!が4年ぶり1日限りの復活を果たし、個人では2年ぶりに参加。出演舞台『紙風☆スクレイパー』が上演。また、レギュラー主演している舞台『恋の遠心力』にて100回目の出演を迎えた。
9月、BESTIEMが約2年半の活動をもって解散。
2020年
上半期、世界的に大流行した新型コロナウイルス感染症拡大の余波を受け、主戦場の一つである舞台女優活動が停滞する。そして夏以降から、徐々に再開。
10月末、古巣アイドリング!!!最後の同窓会番組『バカリズム特番』に参加。
12月、『舞台 少女ヨルハ Ver1.1a』に出演。4年半主演を務めた舞台『恋の遠心力』を卒業、のべ113回の出演であった。

### ケイダッシュステージ期（2021年 - ）
12月末、男装ユニット「風男塾」への加入を発表、別名義の柚希関汰（ゆずきかんた）としても活動する。それに伴い翌2021年1月に系列事務所ケイダッシュステージに移籍。
2022年
4月、ゲスト出演ながら約1年半ぶりに舞台出演し、個人活動を再開。
2023年
1月、舞台『恋の遠心力』に再び2年ぶりのレギュラー出演を開始する。
12月、デビュー10周年を記念して、初のソロライブを開催。
2025年
8月、『TOKYO IDOL FESTIVAL 2025』にてTIF15周年および全員卒業から10年の節目を記念してアイドリング!!!が1日限りの復活をし参加した。

## 人物
趣味・特技は、運動・テニス・新体操・ヘアアレンジ・鞄の中に入る事・ピアノを6年間習っていた。
チャームポイントは、眉毛・濃い顔で鼻フェチ。ペコちゃんが好きで、グッズを集めていた。
資格・免許は、「認定ベビーシッター」「看護助手」「普通自動車免許」を所持。
好きな食べ物は、そうめん・そば・甘物・こぶ茶など。
愛称は「せきまゆ」「せっさん」など。芸能界に入る前までは「まゆっち」とも呼ばれていた。将来は、ミュージカル役者を目標にしている。何事にも全力で取り組む姿勢から、キャッチフレーズは『全身全霊』。憧れの有名人は柴咲コウ。
家族に姉がおり、愛犬にトイプードル「リリィ」がいる。
猫アレルギーがある。
- スポーツ関連

趣味のテニスは小学校3年生から習い始め、中学・高校時代は硬式テニス部に所属し、テニススクールにも通っていた。身体能力のポテンシャルを評価され、本格的にプロテニス界を目指そうとしたが、アスリートとしては小柄過ぎるとして断念。歌う事も好きだったため音楽大学を志望しつつ、エイベックス・アーティストアカデミーに入校。その後 特待生となった。芸能活動を始めた以降も、引き続きアカデミーに籍を置いてレッスンに通っていた。
趣味の運動のひとつに長距離走があり、アイドリング!!!メンバーとして出場した『ザ・コーポレートゲームズ東京2014』リレーマラソンでは、もっとも長い距離を請け負った。
新体操を10年間習った経験があって体が柔らかく、アイドリング!!!においてもダンスのポテンシャルを評価された。

## グループ活動

### 風男塾関連
2020年12月30日より、男装ユニット「風男塾」のメンバー 柚希関汰（ゆずきかんた）として活動。基本的に別人のギミックで活動しているため、詳細は割愛。

### アイドリング!!!関連
- NEO期生

アイドリング!!!ナンバーは32号。イメージフラワーはプルメリア。イメージカラーは白（NEO fromアイドリング!!!では赤）。歴代メンバーの内、古橋舞悠・橋本瑠果・佐藤麗奈・佐藤ミケーラ倭子と同期で、共に「NEO fromアイドリング!!!」のメンバーでもあった。
尊敬するメンバーは遠藤舞と河村唯。ダンスの技量では、外岡えりかをリスペクトしている。
- 愛称 / キャラクター

愛称は「せきまゆ」の他、「せき（さん）」「せっさん」「まゆ（ちゃん）」「まゆねえ」など、その都度呼ばれ方は様々であり、先輩メンバーからは、単に「せきや」と呼び捨てられる事も多い。このうち「せっさん」は、菊地亜美による命名であり、その卒業ライブで経緯を説明されたことをきっかけに、スタンダードな愛称として広まった。
明朗と生真面目が同居したようなキャラクターで、礼儀正しく且つ冗舌である。しかし本番などの大事が迫ると、非常に落ち着きが無くなる事が多い。また、気持ちが萎えると泣いてしまう、ネガティブな面もあった。
たとえ年下・同年齢でも、ほとんどの先輩メンバーには堅い敬語で話すなど、上下関係は崩さないタイプである。また、先輩の悪ふざけな要望にも応えてしまう所がある。グループで「ザコキャラ」の立ち位置にいたと自称していた長野せりなも「私より立場が弱い」という。
- アスリートキャラ

身体能力が高く、グループ内で最も小柄ながら筋肉質で、長身の佐藤ミケーラ倭子の体重と殆ど変わらなかった。ダンスリハーサルやレッスンの掛け持ちなどはザラで、貪欲でストイックな面がある。番組スタッフからは「何事にも、まず全力で打ち込む」と評され、自身のキャッチフレーズも「全身全霊」としている。
- メンバーとの関係

歴代メンバーの内、佐藤ミケーラ倭子とは同じ事務所に所属していたが、佐藤は当時アークプロダクションと業務提携していたため、活動は別行動だった。また、同期の仲でも親密で、SとMの関係に例えている。4期生伊藤祐奈・後藤郁は高校時代の同級生。
上述したような生真面目で何事にも全力な一面から、本人曰く「いじられキャラ」。定期ライブにて、関谷が『粉雪が舞う街並みで』の落ちサビを担当した際には、見守っていた先輩メンバーから褒められ涙ぐんだ。特に河村唯は、その貪欲さを評価し可愛がっている。NEO期自体とはあまり交流のなかった長野せりなも、関谷にはよく優しく気にかけ、関谷も「卒業しても会いたい」と言っている。

#### アイドリング!!!卒業
2015年10月末日、アイドリング!!!の活動終了に伴いグループを卒業した。2年3か月在籍し、シングル3枚・アルバム2枚参加などの実績を残している。レギュラー番組『アイドリング!!!』にも同期間200回以上出演した。
- 卒業コメント

「加入から、あっという間に月日が過ぎて卒業に至り、非常に寂しい。これまでの活動を支えてくれた、メンバーや関係者には感謝している」と謝意を示した。そして、「アイドリング!!!の一員になれた事は光栄だった。グループ活動で学んだ経験を、今後の人生に生かしていきたい」と意気込みを述べている。

#### NEO fromアイドリング!!!関連
2013年8月、アイドリング!!!の派生ユニット・アイドリングNEO（NEO fromアイドリング!!!）に一員として参画し、2015年4月からは、卒業したリーダー伊藤祐奈の後任として、2代目リーダーを務めた。母体アイドリング!!!に伴う活動の最後まで在籍し、シングル4枚・アルバム1枚参加などの実績を残している。

### BESTIEM関連
アイドリング!!!で同期であった古橋舞悠とは、名前が同じ「まゆ」であったことから"ダブルまゆ"とあだ名されてペアを組み、在籍時代にライブで共演する事が多かった。音楽を通じて親和性が強かった二人は、グループ卒業後の年末からガールズ・デュオ「W・Mayu」（）名義で活動を開始し、冠番組やイベント等の出演を始めた。
その後ユニットは、女性アイドル集団「メンテナンス」傘下に所属し、アイドリング!!!関連の楽曲を歌い継ぐ活動もしていたが、2017年に「BESTIEM｣(ベスティム）と改名して初夏に正式デビュー。楽曲リリースやライブ活動を本格化させた、新たな展開を開始し、2019年9月までの2年4カ月間活動した。 

### 2D関連
2015年6月、劇団コラソンの舞台出演をした際の役名「関ヶ原真由美」を名乗り、アイドルラップユニット・ライムベリーの中心メンバーMIRI（櫻井未莉)とデュオユニット・2D（ツーディー）を結成、同劇団のライブイベント『コラソンフェス2015 Vol.5』でライブデビューした。また、関ヶ原真由美 名義のTwitter公式アカウントを開設し、関谷本人とは別の人物というギミックにしている。同ライブイベントのみで活動。
（未発表オリジナル曲）
- 「REBORN」 - 同名の舞台歌
- 「ハローウィン」 - 同名の舞台歌

### メンテナンス関連
- アイドリング!!!後継集団「メンテナンス」

2015年11月28日、活動終了した女性アイドルグループ「アイドリング!!!」のOG主体による後継アイドル集団「メンテナンス」が発足。急遽請われ事情不明の状態で勧誘を受けた自身は即日グループ入りが決まり、メンバー6号として参画した。主にトーク番組や音楽ライブなどを中心に活動し、アイドリング!!!時代の芸風を引き継いでいる。また、メンバーはあくまで個人の活動を最優先し、非常に緩く集合離散しているのが特徴。毎年、アイドルイベント『TOKYO IDOL FESTIVAL』出演を最大目標に時々活動している。

## 出演

### テレビ
- 全力坂（2013年2月25日・3月13日、テレビ朝日）
- アイドリング!!!（2013年8月 - 2015年10月、フジテレビワンツーネクスト）
- アイドリング!!! (地上波版)（2013年8月 - 2015年11月、フジテレビ/フジテレビONE）
- 歌がうまいアイドル日本一決定戦 真夏の生放送スペシャル!（2014年8月30日、フジテレビ）
- バカリズム特番（2020年10月13日（12日深夜）・30日、フジテレビONE）

### 映画
- ユルネバ〜キミは一人じゃない〜（2015年2月公開、コラソンエンターテイメント）

コンベンション作品
- Yellow（2019年12月15日公開、Team MOS-O）

### オリジナルビデオ
- 電エースハウス（2021年3月30日、リバートップ） - ヒロイン

### 舞台
2015年
- 劇団コラソン
  - 第32回公演『ドツボ』(2015年4月29日 - 5月3日、下北沢 シアター711)
  - 第33回公演『REBORN』(2015年6月20日 - 22日、有楽町 ニッポン放送イマジンスタジオ) - 主演・関ヶ原真由美 役
  - 第35回公演『ハローウィン』(2015年10月24日 - 26日、有楽町 ニッポン放送イマジンスタジオ) - 主演・関ヶ原真由美 役

- 天才劇団バカバッカ vol.16『ホテル・プラチナアイランド』(2015年12月9日 - 13日、品川 六行会ホール) - 志田舞 役

2016年
- 劇団コラソン
  - 第37回公演『がんばりましょう -朝日、劇団やめるってよ2-』(2016年3月21日 - 4月18日毎週月曜日、西新宿 I LOVE TOKYO)
  - 第39回公演『帰ってきた先輩かっけ〜っす!』(2016年8月29日 - 9月12日毎週月曜日、新宿SAMURAI)
  - 第40回記念公演『ブタの穴』(2016年11月7日、新宿SAMURAI) - ゲスト

- 朗読歌唱劇『あの日、たしかに私たちは「アイドル」だった。＜2016＞』(2016年2月19日 - 21日、有楽町 ニッポン放送イマジンスタジオ)
- 朝劇 西新宿『恋の遠心力』(2016年4月6日・10日、GLASS DANCE新宿) - 日替わりゲスト
- 劇団ドリームプリンセス旗揚げ公演『ミエタミエナイセカイ』（2016年6月1日 - 5日、新宿村LIVE) - 尚道洋介 役（1公演のみ主演・假屋崎純 役）
- Xカンパニー第二回公演『花からの手紙』(2016年6月28日 - 7月3日、池袋 シアターKASSAI) - 木下真美子 役
- SHOWMAN'S夏公演『フライングパイレーツ〜ネバーランド漂流記』(2016年8月3日 - 4日・7日、新宿村LIVE) - ダブルキャスト・熊本舞子 役
- 朝劇 西新宿『恋の遠心力』(2016年8月24日 - 2020年3月7日、GLASS DANCE新宿 / 2020年12月20日、トラットリア チャオ トウキョウ) - 主演・あすか 役
- P-Break旗揚げ公演『グロウアップ』(2016年10月7日 - 10日、アトリエファンファーレ高円寺) - ダブルキャスト ヒロイン・向日葵 役
- 天才劇団バカバッカ vol.18『DADDY WHO?』演出 木村昴バージョン (2016年11月22日 - 27日、新宿 サンモールスタジオ) - 緑川君枝 役
- ぐりむの法則『東京のぺいん』(2016年12月7日 - 11日、新宿村LIVE) - 奈々 役

2017年
- LIBERALプロデュース『Key Word』(2017年1月9日 - 22日、高円寺 明石スタジオ) - カイナ 役
- X-QUEST 2017 WINTER PERFORMANCE『ファントム・ビー』(2017年2月24日 - 3月5日、下北沢 駅前劇場) - クレア 役
- 『舞台 サイレントメビウス』(2017年3月29日 - 4月2日、新宿 シアターサンモール) - ラム・チェン 役
- ぐりむの法則『ソウサイノチチル』(2017年4月26日 - 5月3日、新宿村LIVE) - まい 役
- 天才劇団バカバッカ ツアー公演『高校生のための演劇教室〜DADDY WHO? in 名古屋』(2017年6月3日 - 4日、名古屋市青少年文化センター) - 緑川君枝 役
- OLヴィーナスはちみつシアター LIVE VOL.7『死がらみドメスティック』(2017年6月21日 - 23日、武蔵野市 STAR PINE'S CAFE) - シセイ 役
- DeGe Produce10周年記念公演『いい日、マブダチ。』(2017年7月5日 - 9日、中野 ポケットスクエア ザ・ポケット)
- カラスカ企画公演カラ×ラボ『リーゼント総理』(2017年7月23日、上野ストアハウス) - 日替わりゲスト
- 『舞台「OZMAFIA!!」』(2017年9月6日 - 10日、全労済ホール／スペース・ゼロ) - アンデ 役
- 100点un・チョイス！ 番外公演vol.2『Who are you?』(2017年9月14日、浅草六区ゆめまち劇場) - 日替わりゲスト
- アリスインプロジェクト11月公演『スーパーマンガ大戦-Alternative-』(2017年11月8日 - 19日、コフレリオ 新宿シアター) - 主演・葉月小夏 役
- オッドエンタテインメントPresents ASSH 十五周年記念興行・第三弾『雷ケ丘に雪が降る』(2017年12月20日 - 24日、六本木 俳優座劇場) - 龍造寺四天王・月夜見 役
- ハラマサ&龍一 LIVE『朝偉ぶってる二人』(2017年12月31日、新宿 ホボホボ)

2018年
- 天才劇団バカバッカ vol.19『BADASS PSY-KICKS!』(2018年2月23日 - 3月4日、品川 六行会ホール)
- RaBo produce vol.10 涙活プロジェクト『朗読会 ～春涙～』(2018年4月7日、下北沢 しもきたドーン) - 日替わりゲスト
- @emotion presents Expression vol.8 茶『Mad Journey』(2018年7月1日 - 8日、築地本願寺ブディストホール) - 貞英 役
- X-QUEST 2018 AUTUMN PERFORMANCE『四天王〜エレメンタルフィクサー〜』(2018年9月20日 - 24日、新宿 シアターサンモール) - ジャスミン 役
- Am-bitioN『ら・ら・ら・ららんど〜天使っぽい君にラブソングを〜』(2018年12月5日 - 9日、新宿村LIVE) - アングリー/桐山理沙 役

2019年
- カガミ想馬プロデュース『熱海殺人事件 〜水野朋子物語〜』(2019年1月22日 - 29日、中野スタジオあくとれ) - 主演・水野朋子 役
- ACTOR'S TRASH ASSH第22回公演『月に吠えろ、夜ヲ焦ガセ君ヨ』(2019年3月20日 - 24日、池袋 シアターグリーン BIG TREE THEATER) - 雪草 役
- TAG STAGE『真・YOSHITSUNE』(2019年4月24日 - 28日、渋谷 CBGKシブゲキ!!) - 徳子 役
- オフィス上の空『トルツメの蜃気楼』(2019年6月19日 - 23日、中野 ポケットスクエア ザ・ポケット) - 主演・横井ユリ 役
- UDA☆MAP Vol.8『紙風☆スクレイパー』(2019年8月21日 - 28日、池袋 シアターKASSAI) - 骨都 役
- 朝劇 明大前『GOOD TIME LOVE』(2019年11月24日、明大前 ダイニングバーkuu) - 日替わりゲスト：パク・チーリン 役
- ハツコイ・ユナイテッド コントライブ『CONCON ZOKUZOKU』(2019年12月13日 - 15日、大塚ドリームシアター)

2020年
- 朝劇 西新宿『愛の回転式』(2020年3月1日、GLASS DANCE新宿) - 日替わりゲスト
- 朝劇 赤坂『笑う、夜の果てにて』リモート版（2020年5月3日、YouTube Live） - 日替わりゲスト
- フリスティエンターテインメント『#つーぴーす』「とある夏の怪異譚」(2020年7月18日 - 19日、ステージカフェ 下北沢亭)
- DMF/ENG第7回提携公演『ハイドクナイフ』(2020年10月7日 - 11日、品川 六行会ホール) - 玉兎弓月 役
- 『舞台 少女ヨルハ Ver1.1a』(2020年12月3日 - 6日、東京建物 Brillia HALL) - ハオウ 役

2022年
- しらくらの新時代劇 第1幕『荒神』(2022年4月22日、NOS Bar&Dining 恵比寿) - 日替わりゲスト

2023年
- 朝プロダクション 朝劇『恋の遠心力』(2023年1月22日 - 、NOS Bar&Dining 恵比寿 → 春雨寺ホール) - さくら、主演・あすか 役
- OYUUGIKAIプロデュース Vol.3『舞台「OYUUGIKAI 2023」』(2023年10月5日、池袋 シアターグリーン BOX in BOX THEATER) - 日替わりゲスト

2024年
- WaVe'S 第5回公演『Get Back!!2024』（2024年9月26日、中野 ポケットスクエア テアトルBONBON） - 日替わりゲスト：関谷真由（本人） 役
- THE☆JACABAL'S『道雪』（2024年10月30日 - 11月4日、両国 シアターΧ） - 立花誾千代 役

2025年
- WaVe's 第7回公演『ジョダンダンジョ』（東京公演：2025年4月17日 - 20日、築地本願寺ブディストホール） - 松風七海 役

### 配信テレビ・アプリ
- 真由毛の間にミケんnight!?（2013年12月28日 - 2014年9月16日、AmebaStudio）
- 関谷真由の全身全霊でおもてなし！（2014年3月20日 - 2015年7月11日、AmebaStudio）
- インスタントジョンソンのかわいこちゃ〜んNEO!（2013年12月28日・2014年2月15日、AmebaStudio）
- おと☆スタ (2015年5月25日、AmebaStudio) - アシスタントMC
- DJ Tomoaki's Radio Show! (2015年12月24日 - 、ニコニコ生放送) - アシスタントMC ※不定期出演
- きみだけLIVE『たまには、お話しましょう会』(mixi) - 元アイドリング!!!企画
  - 春(2016年4月3日) ・秋(2016年10月13日)
- アイドルING!!!〜ネクスト育成ング!!! (2017年10月・2019年12月、FRESH!) - ※2017年9月パイロット版あり

### ラジオ
- DJ Tomoaki's Radio Show!（2015年12月24日、下北FM） - アシスタントMC
- 吉田照美の森羅万SHOW（2019年4月 - 2020年12月、全国AM10局ネット） - 2代目アシスタント
- 劇団サンバカーニバル（2019年4月 - 2020年3月、FM FUJI） - 第19期アシスタント
- ステラ☆HAPPY! LIVE!（2019年4月 - 8月、市川うららFM） - 月替わり不定期出演
- 風男塾・柚希関汰のナニモノ！（2023年1月12日、文化放送） - パーソナリティ[注 2]

### ボイスドラマ
- 僕と俺とお前（2020年11月1日） - 長谷川梨花 役[93]

### CM・広告・イメージモデル
- はたらいく『Workers』〜ひとがら採用編〜 webCM（2018年9月 - リクルート）

### CD
- V.A.『幻影異聞録♯FE ボーカルコレクション』(2016年2月10日発売、avex trax) - モブ山モブ代 名義
  - 収録曲「ディア☆マジョ! Sweet?」(『ディア魔女いろは』テーマソング)
- J-JUN『Love Covers』(2019年9月25日発売、K DASH/First JB music) - コーラス参加
  - 収録曲「愛してる」「チキンライス」
- J-JUN『Love Covers Ⅱ』(2020年7月29日発売、K DASH/First JB music) - コーラス参加
  - 収録曲「for you…」「悲しい色やね」

### イベント
ライブイベント
- コラソンフェス
  - ユルネバ〜キミは一人じゃない〜LIVE（2015年2月26日、下北沢GARDEN）
  - Vol.3・4・19（2015年4月28日・5月26日・2016年9月20日、下北沢GARDEN）
- Booing!!!ファーストワンマンライブ『オフサイド!!!』(2015年8月8日、SHIBUYA DESEO)[94]
- Prizmmy☆&プリズム☆メイツ ワンマンライブ『〜DigitaReal Party!!!!〜』(2015年11月1日、新宿ReNY)
- コラソンウェイ
  - vol.1 - 3・6（2016年3月12日・4月26日・5月19日・8月30日、渋谷Milkyway）
- Re:ガールズpresents『Re:フェスタ vol.3』(2016年3月14日、下北沢ろくでもない夜)
- MIRI生誕祭 MIRIONAIRES 〜18年分の幸せをおすそ分け〜（2016年3月21日、渋谷vuenos）
- SMKT 69demo League vol.5（2016年4月8日、下北沢ろくでもない夜）
- IJICHI's Living Door
  - vol.219（2016年8月14日、恵比寿天窓.switch）
  - vol.255（2017年4月21日、東新宿 真昼の月夜の太陽）
- U's collection GIRLS vol.2（2019年9月23日、代々木 ミューズモード音楽院 本館）
- 弾き語り&トークライブ「歌ったり語ったり♪」(2020年2月6日、下北沢ReGBoX)
- 関谷真由10周年記念1stソロライブ〜MAYU Kiss♡Memories〜（2023年12月10日、渋谷 東京カルチャーカルチャー）[55]

その他
- 映画『ユルネバ〜キミは一人じゃない〜』上映会（2015年2月28日、調布市文化会館たづくり くすのきホール）
- 劇団コラソンアワード
  - 2015（2015年12月21日、I LOVE TOKYO）
  - 2016（2016年12月19日、新宿SAMURAI）
- 24時間カドザフェス 第5部（2015年12月31日、新宿角座）
- ちかまろの館〜執事ムートン伊藤〜（2016年8月31日、下北沢ReG Box）
- P-Break『グロウアップ』DVD販売アフターイベント（2016年11月19日、横浜市 ALEX Hiyoshi）
- COLOR BOX vol.3（2016年2月11日、池袋シアターYES）
- 超!アニメディア劇場（2017年3月23日、新宿FACE）[95]
- 天才劇団バカバッカ「DADDY WHO? in 名古屋」上映会イベント（2017年7月1日、赤坂CHANCEシアター）
- 舞台『スーパーマンガ大戦-Alternative-』チケット販売イベント（2017年10月28日、池袋アクロヴィジョン）
- にわのまこと画業30周年2.5次元プロレス『夢幻大戦』(2017年11月27日、新宿FACE) - 松平美樹 役
- 第61回 正則学園高等学校紫紺祭 前日祭（2019年9月21日、神田・正則学園高等学校）
- 高橋明日香 BIRTHDAY EVENT「32 PRINCESS」(2019年10月19日、川口 Live Space CAVALLINO)
- session vol.7（2019年10月20日、秋葉原FLAG）
- 坂本会（2019年11月21日、下北沢・下北スラッシュ）
- 令和最初の伊藤の日!! ～イトークライブ～ 第1部（2020年1月10日、早稲田クローバースタジオ）
- いとちゃんういちゃん馬鹿ゲームライブ1・2・3!!（2020年1月23日・2月20日、早稲田クローバースタジオ）
- 刀屋壱 第10回殺陣イベント『才-ZAI-』（2020年2月5日・7日、中目黒TRY）
- 坂本会 ～3回目～（2020年2月28日、なかの芸能小劇場）
- 関谷真由29th 胸アツ生誕祭!!!!（2024年7月31日、LOFT9 Shibuya）
- 第十一回 芸能女子 酒飲みサミット！題して『酒ミット』（2025年7月5日、LOFT9 Shibuya）
- 関谷真由生誕祭2025〜この先もずっとmero meroでいてくれますか？♡〜（2025年7月26日、グレースバリ渋谷 グランデ）

#### 2D名義
- コラソンフェス2015
  - Vol.5・7・10・12（2015年6月29日・7月27日・10月27日・12月28日、下北沢GARDEN）
  - Vol.22（2016年12月17日、大阪TRIANGLE）
- コラソンフェススペシャル「SUNDAYS」(2016年2月7日、下北沢GARDEN) - MC兼任

### その他
- 『J-JUN LIVE TOUR 2023 with Love Covers』ライブ場内日本語アナウンス（2023年）

## W・Mayu名義

### 配信テレビ・アプリ
- 音楽女子倶楽部『える!える!える!〜LIVE!LIVE!LIVE!〜』(2015年12月19日 - 2016年6月、LINE LIVE CAST) - MC
- セッさんフルさんの今夜もすべらNight（2016年1月22日 - 2017年5月12日、SHOWROOM） → BESTIEM名義で継続

### ライブ・イベント
- 音楽女子倶楽部『える!える!える!〜LIVE!LIVE!LIVE!〜』(2015年12月19日 - 2016年2月、TwinBox AKIHABARA) - MC
- ニッポン放送「ラジオチャリティ ミュージックソン」ミニライブ（2015年12月24日、大宮駅前 特設会場）
- コラソンフェス Vol.12（2015年12月28日、下北沢GARDEN）
- Prizmmy☆&プリズム☆メイツ ワンマンライブ『DigitaReal Party』(2016年4月2日、六本木 Club Cat's TOKYO)
- IJICHI's Living Door
  - vol.208・216・225・229（2016年4月22日・7月22日・10月10日・11月13日、東新宿 真昼の月夜の太陽）
- コラソンウェイ
  - vol.3・6（2016年5月19日・8月30日、渋谷Milkyway）
- TOKYO IDOL FESTIVAL 2016（2016年8月6日、フジテレビ特設会場）
- お台場みんなの夢大陸『W・Mayu fromメンテナンス LIVE』(2016年8月27日、お台場フジテレビ特設会場)